# Tillandsia appenii
Tillandsia appenii är en gräsväxtart som först beskrevs av Werner Rauh, och fick sitt nu gällande namn av Jason Randall Grant. Tillandsia appenii ingår i släktet Tillandsia och familjen Bromeliaceae. Inga underarter finns listade i Catalogue of Life.